# Алешандре Рібейру
Алеша́ндре Рібе́йру (порт. Alexandre Ribeiro; *30 січня 1981, Манаус, Амазонас, Бразилія) — бразильський спортсмен, професійний борець і спеціаліст зі змішаних бойових мистецтв. Шестиразовий чемпіон світу з бразильського дзюдзюцу у важкій та вільній ваговій категорії за версією IBJJF (2004, 2006 – 2008 роки). Дворазовий чемпіон світу з греплінгу у важкій ваговій категорії за версією ADCC (2007, 2009 роки).
Алешандре Рібейру — знавець бразильського дзюдзюцу (чорний пояс, 3-й дан) та дзюдо (коричневий пояс). Алешандре — молодший брат Саулу Рібейру, також багаторазового чемпіона світу з греплінгу та бразильського дзюдзюцу.

## Спортивні досягнення

### Греплінг
| Рік  | Місце проведення                  | Подія                         | Дисципліна                           | Місце |
| ---- | --------------------------------- | ----------------------------- | ------------------------------------ | ----- |
| 2011 | Ноттінгем, Велика Британія        | Чемпіонат світу (версія ADCC) | Греплінг, напівважка вага (88-99 кг) |       |
| 2011 | Ноттінгем, Велика Британія        | Чемпіонат світу (версія ADCC) | Греплінг, вільна вага                |       |
| 2009 | Барселона, Іспанія                | Чемпіонат світу (версія ADCC) | Греплінг, напівважка вага (88-99 кг) |       |
| 2009 | Барселона, Іспанія                | Чемпіонат світу (версія ADCC) | Греплінг, вільна вага                |       |
| 2007 | Трентон, Сполучені Штати Америки  | Чемпіонат світу (версія ADCC) | Греплінг, напівважка вага (88-99 кг) |       |
| 2005 | Лонг-Біч, Сполучені Штати Америки | Чемпіонат світу (версія ADCC) | Греплінг, напівважка вага (88-99 кг) |       |

### Бразильське дзюдзюцу
|  |

|  |

|  |

|  |

|  |

|  |

|  |

|  |

|  |

|  |